# Cheias do Douro
As cheias do Rio Douro são um fenómeno natural que afeta a região norte de Portugal e parte da bacia hidrográfica do Rio Douro em Espanha.
Este tipo de inundação ocorre regularmente e tem grandes repercussões tanto no meio ambiente quanto nas pessoas que vivem nas margens do rio. Historicamente, o Rio Douro sempre esteve sujeito a cheias, devido à sua imprevisibilidade e ao seu regime hídrico peculiar, que é afetado por vários fatores, como precipitação intensa, degelo das montanhas e até mesmo a urbanização nas suas margens.
Embora se tenham feito grandes esforços para controlar a água do rio, como a construção de barragens, as cheias continuam a ser um desafio para as autoridades e comunidades.

## Causas das cheias
A principal causa das cheias do Rio Douro é a chuva intensa que cai, sobretudo durante o inverno e a primavera. Quando Chuvas vêm acompanhadas do degelo das zonas mais altas, o rio vê o seu caudal aumentar de forma súbita e dramática. A bacia hidrográfica do Rio Douro, que abrange várias sub-bacias e zonas de grande altitude, tem um escoamento muito rápido da água, o que agrava a situação.
Além disso, a urbanização das margens do Rio Douro tem contribuído para o aumento das cheias. A impermeabilização do solo, causada pela construção de casas, estradas e outras infraestruturas, impede que a água se infiltre de forma natural, fazendo com que ela se acumule rapidamente nas zonas mais baixas. A construção de barragens e eclusas ao longo do Douro ajuda a controlar o fluxo de água, mas, ao mesmo tempo, limita a flexibilidade do rio para se adaptar às variações naturais de caudal, o que altera os padrões de inundação que existiam antes.
Em zonas do Douro, como as Arribas do Douro, a geografia acidentada e os declives íngremes fazem com que a água desça rapidamente, o que intensifica o risco de cheias. A forma como o território é utilizado também tem impacto nas inundações, como o cultivo intensivo ou a construção em áreas vulneráveis. Para além disso, as mudanças climáticas também estão a aumentar a frequência de fenómenos extremos, como chuvas fortes e tempestades, o que piora o problema das cheias.

## Impactos das cheias
As cheias têm impactos devastadores em vários níveis. Nas áreas urbanas, como no Porto e em Vila Nova de Gaia, a destruição de infraestruturas é uma das consequências mais visíveis. Estradas, pontes e sistemas de transporte ficam danificados, afetando a mobilidade e a qualidade de vida das pessoas. Além disso, as instalações de saneamento muitas vezes não conseguem dar conta da quantidade de água, o que compromete a qualidade da água e pode levar ao aparecimento de doenças.
A Agricultura também sofre com as cheias, especialmente a viticultura, que é uma das principais atividades económicas na região do . As vinhas, que já são vulneráveis a muitos fatores, podem ser completamente destruídas pelas inundações, o que gera grandes perdas financeiras para os agricultores. Isso afeta diretamente a economia local, pois muitos pequenos produtores dependem da produção de vinho para a sua subsistência.
Além dos danos materiais, as cheias têm um efeito negativo sobre a fauna e a flora local. Espécies de peixes e aves, que dependem do ecossistema fluvial, podem ver os seus habitats destruídos. A erosão dos solos nas áreas mais expostas é outra consequência das inundações, o que leva à degradação do ambiente e à perda de biodiversidade. A poluição da água e o transporte de sedimentos resultantes das cheias também afetam gravemente a qualidade dos ecossistemas aquáticos e terrestres.

## Soluções e medidas de prevenção
Para combater os efeitos das cheias, várias medidas têm sido implementadas ao longo dos anos. A construção de infraestruturas de controlo, como Barragens, diques e eclusas, ajudou a reduzir o risco de inundações nas áreas mais vulneráveis. As barragens, por exemplo, armazenam grandes quantidades de água durante os períodos de chuva intensa, minimizando os danos causados pelas cheias. Contudo, essas soluções não são suficientes por si só para resolver o problema a longo prazo.
Além das soluções estruturais, a recuperação de zonas húmidas e a renaturalização das margens do rio são medidas importantes para melhorar a capacidade do território em reter água e reduzir a intensidade das inundações. A criação de zonas de absorção natural, como albufeiras e áreas de vegetação, pode ajudar a equilibrar o fluxo de água, prevenindo que ele se acumule de forma súbita nas zonas mais baixas.
Outras abordagens incluem a implementação de Pavimentos permeáveis e sistemas de drenagem eficientes nas áreas urbanas, que permitem que a água seja absorvida pelo solo e não escoe diretamente para o rio. O planeamento urbano é, portanto, uma medida crucial para garantir que as cidades e vilas ribeirinhas sejam mais resilientes às cheias. A monitorização e previsão de cheias, com o auxílio de tecnologias avançadas, também têm sido cada vez mais eficazes. A criação de sistemas de alerta precoce, que permitem a antecipação de cheias, ajuda a salvar vidas e minimizar os danos materiais.
Por último, as autoridades têm investido na educação ambiental e na sensibilização das populações, para que se adotem práticas mais sustentáveis na gestão do território. A adaptação às mudanças climáticas é essencial para a construção de uma região mais resiliente e capaz de enfrentar as cheias de forma eficaz.